# Ministerium für Infrastruktur und Justiz
Das Ministerium für Infrastruktur und Justiz ist eines der fünf Ministerien der Liechtensteinischen Landesverwaltung. In ihm sind die Aufgabenbereiche zusammengefasst, die in anderen Ländern vom Infrastruktur- und vom Justizministerium wahrgenommen werden.
Vorsteher ist seit dem 10. April 2025 Regierungsrat Daniel Oehry.

## Organigramm
| | | | | Ministerium für Infrastruktur und Justiz | |  |  |                                                          |                                                          |                                                          |                                                          |                                                          |                                                          |
| | | | | | |  |  |                                                          |                                                          |                                                          |                                                          |                                                          |                                                          |
| | | | | | |  |  |                                                          |                                                          |                                                          |                                                          |                                                          |                                                          |
| Infrastruktur Amt für Hochbau und Raumplanung Amt für Tiefbau und Geoinformation Stabsstelle für staatliche Liegenschaften Amt für Strassenverkehr | Infrastruktur Amt für Hochbau und Raumplanung Amt für Tiefbau und Geoinformation Stabsstelle für staatliche Liegenschaften Amt für Strassenverkehr | Infrastruktur Amt für Hochbau und Raumplanung Amt für Tiefbau und Geoinformation Stabsstelle für staatliche Liegenschaften Amt für Strassenverkehr | Infrastruktur Amt für Hochbau und Raumplanung Amt für Tiefbau und Geoinformation Stabsstelle für staatliche Liegenschaften Amt für Strassenverkehr | Infrastruktur Amt für Hochbau und Raumplanung Amt für Tiefbau und Geoinformation Stabsstelle für staatliche Liegenschaften Amt für Strassenverkehr | Infrastruktur Amt für Hochbau und Raumplanung Amt für Tiefbau und Geoinformation Stabsstelle für staatliche Liegenschaften Amt für Strassenverkehr |  |  | Justiz Amt für Justiz Opferhilfestelle Datenschutzstelle | Justiz Amt für Justiz Opferhilfestelle Datenschutzstelle | Justiz Amt für Justiz Opferhilfestelle Datenschutzstelle | Justiz Amt für Justiz Opferhilfestelle Datenschutzstelle | Justiz Amt für Justiz Opferhilfestelle Datenschutzstelle | Justiz Amt für Justiz Opferhilfestelle Datenschutzstelle |

## Infrastruktur
Das Amt für Hochbau und Raumplanung, das Amt für Tiefbau und Geoinformation sowie die Stabstelle für staatliche Liegenschaften sind zuständig für die Raumplanung, das Baurecht, den Brandschutz, die Wohnbauförderung, die staatlichen Hochbauten, die Zivilluftfahrt, die Vermessung und den Bau und Betrieb der gesamten Verkehrsinfrastruktur. Bis 1. April 2022 waren alle diese Bereiche dem Amt für Bau und Infrastruktur zugeordnet, das anschliessend in besagte drei Organisationseinheiten aufgegliedert wurde.

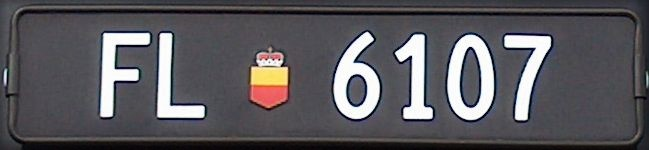
Liechtenstein ist der einzige europäische Staat, der mehrheitlich schwarze Kontrollschilder ausgibt.

Die liechtensteinische Raumplanung ist lediglich im alpinen Bereich ein Erfolg. Vergandungen wurden gestoppt, eine ausufernde Entwicklung des Wintersports verhindert und der Schutz vor Lawinen und Rüfen verbessert. Des Talgebiet hingegen zeichnet sich durch eine grosse Zersiedelung aus. Raumplanungsgesetze scheiterten 1968 und 1976 in der Vernehmlassung und 2002 in der Volksabstimmung. Die Wohnbauförderung besteht in der Unterstützung des Baus oder Kaufs von privaten Wohneigentum durch zinslose Darlehen. Im Bereich der Zivilluftfahrt und der Vermessung findet eine enge Zusammenarbeit mit dem schweizerischen Bundesamt für Zivilluftfahrt und der Schweizerischen Unfalluntersuchungsstelle (SUST) bzw. mit dem Bundesamt für Landestopografie swisstopo statt. Bereits 1937/38 wurde das Land an das schweizerische Triangulationsnetz angeschlossen.
130 Kilometer Landstrassen umfasst das Liechtensteiner Strassennetz. Die Zersiedelung förderte den Strassenbau und den Individualverkehr und benachteiligt den öffentlichen Verkehr. Im Jahr 2015 stoppte die Regierung das Projekt einer S-Bahn FL.A.CH wegen Unstimmigkeiten in der Finanzierung. Die vielen Zupendler verschärfen die Probleme des Strassenverkehrs zusätzlich und führen zu Behinderung der Linien des Busbetriebs LIEmobil.
Das Amt für Strassenverkehr (ASV) ist für die Ausstellung von Fahrzeugausweisen und Kontrollschildern, die Erteilung von Führerscheinen, die Abnahme von Führerprüfungen und die technische Kontrolle von Strassenfahrzeugen verantwortlich.

## Justiz
Das Amt für Justiz (AJU) umfasst die Abteilungen Grundbuch, Handelsregister, Justizwesen und Stiftungsaufsicht sowie die Opferhilfestelle.
Das Grundbuchamt wurde bereits 1809 geschaffen. 1923 übernahm Liechtenstein das Sachenrecht des Schweizerischen Zivilgesetzbuchs, das Bestimmungen über die Führung des Grundbuchs beinhaltet. 2003 ermöglichte eine Gesetzesänderung, das Grundbuch elektronisch zu führen.
→ Hauptartikel: Grundbuchamt (Liechtenstein)
1926 wurde das Öffentlichkeitsregister eingeführt Es wird seit 2013 als Handelsregister bezeichnet und dient in erster Linie der Rechtssicherheit des Handelsverkehrs durch Offenlegung der privatrechtlichen Verhältnisse.
→ Hauptartikel: Handelsregister (Liechtenstein)
Die Abteilung Justizwesen befasst sich u. a. mit den Bereichen Zivilrecht, einschliesslich Personen- und Gesellschaftsrecht, Straf- und Strafprozessrecht, Exekutions-, Nachlass- und Konkursrecht, Verfahrensrecht, Mediation, Datenschutz, Rechtshilfe in Straf- und Zivilsachen, Aus- und Durchlieferung.
Die Stiftungsaufsichtsbehörde beaufsichtigt gemeinnützige Stiftungen.
→ Hauptartikel: Stiftungsaufsicht (Liechtenstein)